# Weronika Lizakowska
Weronika Lizakowska (ur. 2 listopada 1998 w Kościerzynie) – polska lekkoatletka specjalizująca się w biegach średnich i długich, mistrzyni, rekordzistka i reprezentantka Polski.  Olimpijka z Paryża (2024).

## Życiorys
Na mistrzostwach Polski seniorek zdobyła sześć medali: złoty na 5000 metrów w 2024, srebrne na 1500 metrów w 2023 i 2024, brązowe w biegu przełajowym (2020 na 6 km i 2021 na 4 km i brązowy na 10 000 metrów w 2022. Podczas halowych mistrzostw Polski seniorek wywalczyła sześć medali: złoty na 3000 metrów w 2024, złoty na 1500 metrów oraz 3000 metrów w 2025, srebrny na 3000 metrów w 2023, srebrny na 1500 metrów w 2024, brązowe na 3000 metrów w 2021 i 2022 i brązowy ma 1500 metrów w 2023. Była także młodzieżową mistrzynią Polski na 1500 metrów (2018, 2020).
Reprezentowała Polskę na mistrzostwach Europy w biegach przełajowych w 2016 (45. miejsce w biegu juniorek) i mistrzostwach Europy w biegach przełajowych w 2017 (50. miejsce w biegu juniorek), halowych mistrzostwach Europy w 2023 (odpadła w eliminacjach biegu na 1500 metrów), mistrzostwach świata w biegach ulicznych w 2023 (13. miejsce w biegu na 1 milę) i halowych mistrzostwach świata w 2024 (odpadła w eliminacjach biegu na 1500 metrów), a także igrzyskach olimpijskich w Paryżu (2024). Tam odpadła w półfinale, poprawiając jednak 8 sierpnia 2024 rekord Polski, wynikiem 3:57,31. Poprzedni rekord Polski należał od 28 lipca 2000 do Lidii Chojeckiej (3:59,22).
Ukończyła studia licencjackie z matematyki na Uniwersytecie Gdańskim

## Rekordy życiowe
- bieg na 800 metrów (stadion) - 2:02,10 (23 maja 2025, Chorzów)
- bieg na 800 metrów (hala) - 2:03,07 (9 lutego 2025, Wrocław)
- bieg na 1500 metrów (stadion) - 3:57,31 (8 sierpnia 2024, Paryż) rekord Polski
- bieg na 1500 metrów (hala) - 4:03,72 (16 lutego 2025, Toruń) 2. wynik w historii polskiej lekkoatletyki
- bieg na milę (hala) - 4:25,48 (2 lutego 2025, Val-de-Reuil) 2. wynik w historii polskiej lekkoatletyki
- bieg na 3000 metrów (hala) - 8:48,00 (23 lutego 2025, Toruń) 5. wynik w historii polskiej lekkoatletyki
- bieg na 5000 metrów - 15:38,15 (29 czerwca 2024, Bydgoszcz)
- bieg na 10 000 metrów - 33:14,52 (23 kwietnia 2022, Międzyrzecz)